# David Allan Coe
David Allan Coe (Akron (Ohio), 6 september 1939) is een Amerikaanse countrysinger-songwriter. Zijn grootste hits waren Mona Lisa Lost Her Smile, The Ride, You Never Called Me by My Name, She Used to Me Me Lot en Longhaired Redneck. Zijn meest populaire nummers zijn de nummer één hits Would You Lay With Me (In a Field of Stone) en Take This Job and Shove It. Deze laatste inspireerde de film met dezelfde naam. Hij is de vader van Tyler Mahan Coe, die de countrymuziekpodcast Cocaine & Rhinestones heeft gemaakt. Hij heeft een dochter, Shelli Coe Mackie, en is de schoonvader van wijlen Michael Mackie, voorheen van de band Thunderosa uit Texas.

## Biografie
Zijn favoriete zanger als kind was Johnny Cash. Nadat hij op 9-jarige leeftijd naar de tuchtschool van Starr Commonwealth For Boys was gestuurd, bracht hij een groot deel van de komende 20 jaar door in correctionele instellingen, waaronder drie jaar in de Ohio Penitentiary. Coe beweerde dat hij aanmoediging had gekregen om songs te schrijven van Screamin' Jay Hawkins, met wie hij in de gevangenis had gezeten. Na het uitzitten van een nieuwe gevangenisstraf in 1967, begon Coe aan een muziekcarrière in Nashville (Tennessee), waar hij woonde in een lijkwagen die hij voor het Ryman Auditorium parkeerde. Hij trok de aandacht van het onafhankelijke platenlabel Plantation Records en tekende een contract bij het label.

### Vroege carrière (1970–1975)
Begin 1970 bracht Coe zijn debuutalbum Penitentiary Blues uit, gevolgd door een tournee met Grand Funk Railroad. In oktober 1971 tekende hij als exclusieve schrijver bij Pete en Rose Drake's uitgeverij Windows Publishing Company, Inc. in Nashville, waar hij bleef tot 1977. Hoewel hij een cult-aanhang ontwikkelde met zijn uitvoeringen, kon hij zich niet ontwikkelen met enig mainstream succes, maar andere artiesten bereikten de hitlijsten door nummers op te nemen die Coe had geschreven, waaronder Billie Jo Spears opname Souvenirs & California Mem'rys uit 1972 en de single Would You Lay With Me (In a Field of Stone) van Tanya Tucker uit 1973, wat een nummer 1-hit was en ervoor zorgde dat Coe een van de populairste songwriters van Nashville werd en zelf werd gecontracteerd door Columbia Records. Coe nam zijn eigen versie op van het nummer Once Upon a Rhyme voor zijn tweede Columbia-album, uitgebracht in 1975.
AllMusic-schrijver Thom Jurek zei over het nummer: Het verbazingwekkende is dat beide versies definitief zijn. In tegenstelling tot Coe's eerste twee albums, toonde zijn derde volledige toewijding aan countrymuziek en Coe zou een rol spelen in de evolutie van wat zou bekend worden als outlaw-country. De titel van het debuutalbum The Mysterious Rhinestone Cowboy van Coe verwijst naar de gimmick die Coe enkele jaren voordat Glen Campbell een hit had met het nummer Rhinestone Cowboy had aangenomen: zich verkleden in een bergkristal-pak en een Lone Ranger-masker dragen. De zanger herinnerde zich later in 2004 aan Michael Buffalo Smith: Ik denk dat ik Mel Tillis de schuld moet geven. Ik ontmoette hem toen ik voor het eerst naar Nashville ging en hij had een kantoor op Music Row. Ik sprak daar met hem in zijn kantoor en hij opende de kast om iets te halen en hij had een hele kast vol met bergkristal-pakken. Daar schrok ik gewoon van. Hij keek me aan en zei: Je vindt die shit leuk, die draag ik niet eens, als je ze wilt neem ze maar mee! Hij gaf me die bergkristal-pakken en ik droeg ze overal. Coe hield vast aan het idee dat het masker van zijn vader kwam.
Coe's tweede lp Once Upon a Rhyme bevat een van zijn grootste hits You Never Even Called Me by My Name, geschreven door Steve Goodman en John Prine en verscheen voor het eerst op Goodmans debuut in 1971. Coe's versie werd zijn eerste country top 10-hitsingle, met een piek op #8 in 1975, en bevat een gesproken epiloog waarin Coe een correspondentie in verband brengt met Goodman, die verklaarde dat het lied dat hij had geschreven het perfecte country- en westernlied was. Coe schreef terug dat geen enkele song aan die beschrijving zou voldoen zonder een waslijst met clichés te noemen: Mama, of treinen, vrachtwagens, of gevangenis, of dronken worden. Goodmans even schertsende reactie was een extra couplet, dat alle vijf de eisen van Coe bevatte, en bij ontvangst ervan erkende Coe dat het eindproduct inderdaad de perfecte country- en westernsong was en nam het laatste couplet op de plaat op.
Coe speelde een hoofdrol in Heartworn Highways, een documentaire uit 1975 van James Szalapski. Andere artiesten in deze film waren Guy Clark, Townes Van Zandt, Rodney Crowell, Steve Young, Steve Earle en de Charlie Daniels Band. Coe schreef ook Cocaine Carolina voor Johnny Cash en deed de achtergrondzang op de opname, die verscheen op Cash' lp John R. Cash uit 1975.

### Criminele jaren (1976-1982)
In 1976 was de outlaw country-beweging in volle gang toen artiesten als Waylon Jennings en Willie Nelson na jarenlang vechten eindelijk enorm commercieel succes hadden om hun muziek op hun eigen manier op te nemen. Coe was echter nog steeds een beetje een buitenstaander, bijna te vogelvrij voor de outlaws, een hachelijke situatie die door AllMusic goed werd samengevat:
Zijn wilde, lange haar, meerdere oorbellen, flitsende, blitse pakken met bergkristal, Harley Davidson motorlaarzen en riemgespen van voetbalformaat waren obstakels geworden om mensen ertoe te brengen hem serieus te nemen als artiest. Andere zangers bleven opnemen en slaagden met zijn materiaal, maar de auteur zelf - die net zo goed een zanger was als bijna iedereen en beter dan de meesten - kwijnde weg in de vergetelheid. Hij stopte met de Mysterious Rhinestone Cowboy-persona en noemde zijn nieuwe album David Allan Coe Rides Again as the Longhaired Redneck.
Longhaired Redneck was Coe's derde album voor Columbia in drie jaar en het eerste waar hij alle liedjes schreef of co-schreef. De outlaw country-tijdgeest werd goed samengevat in het titelnummer. In het nummer, dat een onmiskenbare rockbranie heeft, speelt Coe een indrukwekkende imitatie van Ernest Tubb, waardoor het ook onherroepelijk country wordt, en illustreert de tweedeling van wat progressieve countrymuziek werd genoemd.
In 1977 naderde de outlaw-beweging haar hoogtepunt na de publicatie van Willie Nelsons succesalbum Red Headed Stranger en het eerste platina verkopende album Wanted! The Outlaws van de countrymuziek. Coe beschouwde zichzelf als een integraal onderdeel van de evolutie van het outlaw country-genre en begon dat ook te zeggen in zijn muziek. Zoals opgemerkt in AllMusic's recensie van het album On Rides Again, door te proberen een bewuste outlaw-plaat te maken en zich op één lijn te stellen met de twee voorlopers van de beweging op het openingsnummer Willie, Waylon, and Me, heeft Coe al onbedoeld zelfparodie opgezet, iets dat hem bleef vervloeken. Coe mocht ook zijn eigen band op verschillende nummers gebruiken, een grote concessie voor Columbia destijds. Sommige van zijn collega's hadden er echter een hekel aan dat Coe zichzelf in zo'n verheven gezelschap plaatste en hadden het gevoel dat hij zijn relatie met zijn mede-outlaws misbruikte. Jennings-drummer Richie Albright noemde Coe een geweldige songwriter en een geweldige zanger. Coe slaagde erin vriendschappen te onderhouden met zowel Waylon als Willie, ondanks Jennings' coole behandeling jegens hem. In zijn autobiografie noemt Jennings Coe een keer (in een hoofdstuk getiteld The Outlaw Shit) de meest oprechte van het stel bandwagon-jumpers.
Gedurende de rest van het decennium bracht Coe een reeks sterke opnamen uit, waarvan sommige, zoals Human Emotions (1978) en Spectrum VII (1979), conceptalbums waren, waarbij elke kant van de lp's hun eigen thema kreeg. Family Album uit 1978 bevat Coe's vertolking van Take This Job and Shove It, een nummer dat hij componeerde en dat in oktober 1977 door Johnny Paycheck was uitgebracht en een enorm succes werd. De song is een first person-account van een man, die vijftien jaar heeft gewerkt zonder duidelijke beloning en het raakte een snaar bij het publiek en inspireerde zelfs een film uit 1981 met dezelfde naam. Hoewel de naam van Coe werd vermeld, gingen velen ervan uit dat Paycheck, zelf een veelgeprezen songwriter, het deuntje componeerde, wat Coe's groeiende bitterheid met de industrie zou voeden, terwijl een andere van zijn collega's in populariteit explodeerde. Coe was nog meer ontgoocheld, toen popster Jimmy Buffett hem beschuldigde van plagiaat van zijn hit Changes in Latitudes, Changes in Attitudes voor Coe's Divers Do It Deeper. (Coe had Caraïbische klanken in zijn muziek verwerkt, zoals blijkt uit zijn album Compass Point uit 1979.) Tegen 1980 wilden Coe en producent Billy Sherrill een breder publiek bereiken en Coe terug naar de hitlijsten brengen door andere zangers en muzikanten uit te nodigen om deel te nemen aan de sessies voor wat I've Got Something to Say zou worden, met bijdragen van Guy Clark, Bill Anderson, Dickey Betts (van The Allman Brothers Band), Kris Kristofferson, Larry Jon Wilson en George Jones. Dit proces werd het volgende jaar voortgezet op Invictus (Means) Unconquered, met Sherrill die de nummers in een smaakvolle instrumentatie inkleedde, die de schijnwerpers volledig op Coe's stem richtte. (In zijn AllMusic-recensie noemt Thom Jurek de lp misschien wel het beste album uit zijn carrière). Tegen 1981 nam de outlaw country-beweging af, toen het 'urban cowboy'-tijdperk zijn intrede deed in de countrymuziek, gerepresenteerd door de hit Lookin' for Love van Johnny Lee, die criticus Kurt Wolff bestempelde als een voorbeeld van 'verwaterde cowboymuziek'. Coe was een belangrijke figuur in het outlaw countrygenre, maar te oordelen naar het geluid van zijn opnames van deze periode had hij geen interesse in de trendy urban cowboy-fase. Coe weigerde toe te geven aan het generieke country-talent van de smaak van de maand, hield vast aan wat hij wist en scherpte de randen aan. Hoewel hij een aantal gematigde hits scoorde, bleef het mainstream succes ongrijpbaar. Coe's hoogst geplaatste hit in deze periode was Get a Little Dirt on Your Hands, een duet met Bill Anderson, met een piek op #45. Alsof hij zich bewust was van de compromissen die hij had gesloten, koos Coe ervoor om zijn album D.A.C. uit 1982 af te sluiten met een suite van drie nummers.

### Commercieel succes (1983–1989)
Castles in the Sand zou een enorme comeback zijn voor Coe, met een piek op #8 in de hitlijsten van countryalbums, zijn hoogste plaatsing sinds Once Upon a Rhyme acht jaar eerder hetzelfde cijfer bereikte. Het succes werd aangewakkerd door The Ride, dat in februari 1983 werd uitgebracht als de eerste single van het album en nummer 1 bereikte in de Cashbox Country Singles hitlijst van 4 juni. Het bracht 19 weken door in de Billboard countrysingles hitlijst, bereikte een piek van nummer 4 en nummer 2 in de Canadese RPM Country Tracks hitlijst. De ballad vertelt het first-person verhaal van de ontmoeting van een lifter met de geest van Hank Williams sr. tijdens een rit van Montgomery (Alabama) naar Nashville. De mysterieuze chauffeur, gekleed als in 1950, half dronken en met holle ogen, vraagt de verteller of hij het muzikale talent en de toewijding heeft om een ster te worden in de countrymuziekindustrie. De songteksten plaatsen de gebeurtenissen op US Route 31 of de grotendeels parallelle Interstate 65. Gesteund door de single, werd Castles in the Sand de mainstream-doorbraak waar Coe en producer Billy Sherrill al sinds het begin van het decennium naar streefden. Just Divorced uit 1984 bevat Coe's op een na grootste hit Mona Lisa Lost Her Smile, die steeg naar nummer 2 in de Billboard countrysingles hitlijst en nummer 3 bij Cashbox. In Canada bereikte het nummer één in de RPM Country Tracks hitlijst van 30 juni 1984. Het nummer is een mid-tempo ballad over een jong blond meisje, met toespelingen op het iconische Da Vinci-schilderij. Het nummer bevat een van de meest uitgebreide producties van producent Billy Sherrill. De hit She Used to Love Me a Lot werd uitgebracht in december 1984 en piekte op #11 in zowel de Amerikaanse Billboard Hot Country Singles hitlijst als de Canadese RPM Country Tracks hitlijst. (Een versie van het nummer van Johnny Cash werd begin jaren 1980 opgenomen, maar bleef tot 2014 uit.) Het nummer vertelt over een toevallige ontmoeting tussen twee ex-geliefden in het Silver Spoon Café, maar wanneer de man de romantiek opnieuw probeert aan te wakkeren, stuurt ze hem op dezelfde arrogante manier weg als haar jaren eerder. Het is geschreven door Dennis Morgan, Charles Quillen en Kye Fleming, terwijl Coe, die nummers van hoge kwaliteit bleef schrijven, niettemin op externe schrijvers vertrouwde om hem in de hitlijsten te krijgen. Het album Son of the South uit 1986 zou bijdragen bevatten van collega-outlaw-legendes Willie Nelson, Waylon Jennings en Jessie Colter. Zijn laatste opname voor Columbia, het conceptalbum A Matter of Life… and Death, werd uitgebracht in 1987.

### Latere carrière (1990 – heden)
In 1990 bracht Coe zijn onafhankelijke albums Nothing Sacred en Underground Album opnieuw uit op compact disc, evenals de compilatie 18 X-Rated Hits. Gedurende de jaren 1990 had Coe een succesvolle carrière als concertartiest in de Verenigde Staten en Europa. In 1999 ontmoette Coe Pantera-gitarist Dimebag Darrell in Fort Worth, Texas, en de twee muzikanten, getroffen door de gelijkenis tussen de benadering van country en heavy metal, kwamen overeen samen te werken en begonnen met de productie van een album. In 2000 toerde Coe als voorprogramma van Kid Rock en The New York Times publiceerde een artikel van journalist Neil Strauss, die het materiaal op Nothing Sacred en Underground Album beschreef als een van de meest racistische, vrouwenhatende, homofobe en obscene songs, opgenomen door een populaire songwriter. Coe beweert dat hij tijdens het schrijven van het artikel aan Strauss schreef, maar de journalist erkende geen enkele interactie tussen de twee en verklaarde alleen dat de manager van Coe weigerde op de plaat te spreken.
In 2003 schreef Coe het nummer Single Father voor Kid Rock, dat verscheen op het titelloze album van Kid Rock en werd uitgebracht als single, met een piek op #50 in de Billboard Country Singles-hitlijst. Rebel Meets Rebel, met Dimebag Darrell, Vinnie Paul en Rex Brown, sporadisch opgenomen tussen 1999 en 2003, werd uitgebracht in 2006, twee jaar na de moord op Darrell. AllMusic omschreef het als een baanbrekend country metalalbum. In de video God's Gonna Cut You Down uit 2006 introduceert Coe Johnny Cash als de man in het zwart. De video, geregisseerd door Tony Kaye, werd uitgebracht in verband met Cash' cover van het nummer in American V: A Hundred Highways. In 2017 speelde hij Take This Job op het album Baptized in Bourbon van de Moonshine Bandits. Hij zingt ook in de video.

### Outlaw-afkomst en beschuldigingen van racisme
Hoewel hij in staat was om zeer tedere liefdesliedjes te schrijven, zorgde Coe's schandalige uiterlijk, uitdagende houding en controversiële achtergrond ervoor dat hij niet volledig door de mainstream werd omarmd, net zoals sommige van zijn leeftijdsgenoten dat zouden zijn. Coe's integriteit werd in twijfel getrokken nadat zijn eerdere bewering dat hij een tijd in de dodencel had gezeten voor het doden van een gevangene die hem probeerde te verkrachten, werd ontkracht toen een documentairemaker uit Texas ontdekte dat Coe had gezeten voor het bezit van inbraakgereedschap en onfatsoenlijk materiaal, maar nooit voor moord. Ondanks kritiek als deze, bleef Coe altijd volhouden dat hij integraal deel uitmaakte van de outlaw country-beweging die zijn naam kreeg en legde in 2003 uit:
De waarheid is dat Waylon en Willie Nelson en ik speelden op het openluchtfestival 48 Hours in Atoka, in Oklahoma. Toen we daar aankwamen werden verschillende vrouwen verkracht en mensen neergestoken! Er was veel alcohol en drugs of wat dan ook. Ik zei tegen mijn band: 'Maak je geen zorgen. We zorgen voor onze eigen bescherming'. Op dat moment was ik in de Outlaws Motorcycle Club. Ik had de kleuren van mijn Outlaws aan en ik had mijn pistool in mijn zak en ik reed met mijn motorfiets het podium op terwijl Waylon zong. Ik stapte van mijn motor en ging naar buiten en begon te zingen met Waylon. En toen kwam Willie naar buiten en zong met ons mee. Er stond een foto van ons in de krant met een pijl die naar het pistool in mijn zak wees en een andere pijl die wees naar Outlaws, Florida. De kop zei: 'De bandieten kwamen naar de stad.' Zo is het eigenlijk allemaal begonnen.
Coe was compromisloos als het ging om zijn levensstijl en taal, ook al weerhield het hem van country-afspeellijsten en prijsuitreikingen. The House We've Been Calling Home van de lp Rides Again uit 1977, onderzoekt bijvoorbeeld het thema polygamie (Ik en mijn vrouwen hebben ons leven doorgebracht in een huis dat we een thuis hebben genoemd), terwijl op de laatste versie van het album If That Is not Country (I'll Kiss Your Ass), Coe voor het eerst een racistische smet spreekt op de plaat, zingend de regel Workin' like a nigger for my room and board. Het nummer schetst een beeld van een familie uit Texas die aan karikatuur grenst, waarbij de verteller zijn getatoeëerde vader beschrijft als trotse veteraan en zijn oudste zus beschouwt als een eersteklas hoer. Het nummer vervreemde Coe verder van de landelijke mainstream en veroorzaakte beschuldigingen dat hij een racist was, een beschuldiging die hij altijd heftig ontkende. In 2004 merkte hij op:
Ik ben een songwriter, weet je, en het heeft me altijd gestoord dat acteurs in de films kunnen zeggen wat ze maar willen zeggen, mensen kunnen vermoorden, mensen kunnen verkrachten en dingen kunnen doen en niemand beschuldigt ze ooit persoonlijk van die manier te zijn. Maar als je een song schrijft en dan word je ineens van iets beschuldigd. Songwriting is voor mij een schilderij schilderen en het enige waar je mee hoeft te werken zijn woorden. Ik ben mijn hele leven opgegroeid met het horen van 'lui als een Mexicaan', 'gierig als een jood', 'werken als een nikker' of 'dom als een Pool'. Het zijn stereotiepe dingen waarmee je opgroeit en die meteen een foto in je hoofd zetten.
De cover van Son of the South (1986), waarop Coe een baby vasthield met een Zuidelijke vlag over zijn schouders gedrapeerd, irriteerde veel insiders uit de industrie, hoewel Coe wel een bericht op de achterkant van het album drukte om elke mogelijke reactie onschadelijk te maken:
Ik ben geboren in Akron, Ohio, en ik verhuisde naar het zuiden toen ik begin twintig was, waardoor ik een yankee rebellenzoon werd. Ik ben niet tegen iets of enige plaats of nationaliteit. Wat je ook over mij hebt gehoord, er zijn twee dingen waar ik erg trots op ben. Een van hen is mijn zoon Tyler, mijn eerstgeboren zoon. En de andere is mijn persoonlijke relatie met God. Ik ben trots op die relatie, net zoals ik trots ben dat mijn zoon is verwekt in Nashville, Tennessee en hij is echt een zoon van het zuiden.
In een ander interview verklaarde Coe: Iedereen die naar me zou kijken en zou zeggen dat ik een racist was, zou gek moeten zijn. Ik heb dreadlocks tot aan mijn middel met oorbellen in beide oren en mijn baard zit tot aan mijn middel en het zit in vlechten ... Ik zat in de gevangenis met 87% zwarte mensen en ik hing rond met zwarte mensen en leerde muziek zingen met zwarte mensen. Het was ironisch dat in de gevangenis de blanken me een negerliefhebber noemden en nu schrijf ik het woord neger in een song en ik ben ineens een racist. Het is best ironisch.

### Underground albums
Terwijl Coe in Key West woonde, speelde Shel Silverstein zijn comedy-album Freakin' at the Freakers Ball voor Coe, wat hem aanspoorde om zijn eigen komische liedjes voor Silverstein uit te voeren, die Coe aanmoedigde om ze op te nemen, wat leidde tot de productie van het onafhankelijk uitgebrachte Nothing Sacred. Jimmy Buffett beschuldigde Coe ervan de melodie van Divers Do It Deeper uit Buffetts Changes in Latitudes, Changes in Attitudes te plagiëren, met de woorden: Ik zou hem aangeklaagd hebben, maar ik wilde Coe niet het plezier geven om zijn naam in de krant te hebben staan. Als reactie op het succes van Buffetts song schreef Coe een lied dat Buffett beledigde en het verscheen op Nothing Sacred. Het album werd in 1978 via postorder uitgebracht, via de achterpagina's van het motorblad Easyriders. Coe's Columbia-album Spectrum VII uit 1979 bevatte een notitie met de tekst 'Jimmy Buffett doesn't live in Key West anymore', een tekst uit een nummer van Nothing Sacred. De teksten van Nothing Sacred zijn werelds, vaak seksueel expliciet en beschrijven een orgie in het Centennial Park in Nashville en seks met de pornofilmster Linda Lovelace. Het album bevat ook een nummer gericht op Anita Bryant, een muzikante die bekend staat om haar sterke verzet tegen LGBT-rechten, met name haar strijd om een LGBT-antidiscriminatieverordening in Miami-Dade County in te trekken. In het nummer Fuck Aneta Briant roept Coe Bryant uit als hypocriet vanwege haar verzet tegen de levensstijl van homo's.
In 1982 bracht Coe nog het onafhankelijk album Underground Album uit, dat zijn meest controversiële nummer Nigger Fucker bevatte, wat ertoe leidde dat Coe werd beschuldigd van racisme. Vooral vanwege dit nummer wordt het materiaal van zanger en blanke racist Johnny Rebel ten onrechte toegeschreven aan Coe. (Rebel, wiens echte naam Clifford Joseph Trahan is, overleed in 2016.) AllMusic, dat Underground Album niet beoordeelde, gaf het drie van de vijf sterren. Coe reageerde op de beschuldigingen door te stellen: Iedereen die dit album hoort en zegt dat ik een racist ben, zit vol stront. Coe's drummer Kerry Brown is zwart en getrouwd met een blanke vrouw, net als de overleden vader van Brown, Clarence 'Gatemouth' Brown.

### Faillissement
Net als Willie Nelson en Jerry Lee Lewis heeft Coe tegen de IRS gestreden en het kostte hem de publicatierechten voor zijn composities, waaronder Take This Job and Shove It. De songwriter verklaarde in 2003:
Al mijn songs tot 1984 werden verkocht in een faillissementsprocedure voor ongeveer $ 25.000 van de faillissementsrechtbank, omdat niemand me vertelde dat ze te koop waren aangeboden! Eigenlijk beweerde de IRS dat ik ze $ 100.000 schuldig was. Ik woonde op een plek en we hadden een overstroming en alles werd vernietigd. Ze wisten dat ik geen gegevens had - enig bewijs van wat ik wel en wat ik niet had. Dus ik heb een faillissement aangevraagd. Willie Nelson koos ervoor om met hen af te rekenen. Ik heb ervoor gekozen om dat niet te doen. Ik ben nu helemaal eerlijk tegen ze. Het enige inkomen dat ik heb, is het geld dat ik onderweg verdien en door mijn nieuwe nummers die ik bezit.
In een ander interview voegde Coe toe: Alle nummers op de X-rated albums zijn verkocht. Ik bezit dat spul niet meer. Ik heb daar niets mee te maken. Ze moeten me de eer geven als songwriter, maar ik verdien geen cent.

## Stijl
Coe's muziekstijl is afgeleid van blues-, rock- en countrymuziektradities. Zijn vocale stijl wordt omschreven als een keelachtige bariton. Zijn lyrische inhoud is vaak humoristisch of komisch, waarbij William Ruhlmann hem beschrijft als een bijna-parodie op een countryzanger. Stephen Thomas Erlewine beschrijft Coe als een geweldige, onbeschaamde countryzanger, die de puurste honky-tonk en de hardste country van zijn tijd zingt. Hij is misschien niet de meest originele outlaw, maar er is niemand meer outlaw dan hij. De teksten van Coe bevatten vaak verwijzingen naar alcohol- en drugsgebruik en zijn vaak luidruchtig en eigenwijs. Coe's debuutalbum Penitentiary Blues werd door Allmusic's Thom Jurek beschreven als voodoo blues en redneck music. Het richtte zich op thema's als voor het eerst werken, bloedonderzoek van aderen die worden gebruikt om heroïne te injecteren, gevangenisstraf, hoodoo-beelden en de dood. De invloeden van het album waren Charlie Rich, Jerry Lee Lewis, Bo Diddley, Lightnin 'Hopkins en Tony Joe White. Coe legde later uit aan Kristofer Engelhardt van Review: Ik gaf niet echt om een deel van de countrymuziek totdat mensen zoals Kris Kristofferson en sommige van die mensen liedjes begonnen te schrijven. Ze hadden iets meer te zeggen dan alleen: Oh schat ik mis je of wat dan ook. Ik doe niets halverwege. Toen ik eenmaal in countrymuziek was, ging ik terug en onderzocht het en leerde alles wat er te weten viel. Ik kon nabootsingen doen van Roy Acuff, Ernest Tubb, Hank Snow, Marty Robbins, zowat iedereen. Ik wist zo ongeveer alles wat er te weten was over countrymuziek.
Zijn eerste countryalbum The Mysterious Rhinestone Cowboy wordt beschreven als alt-country, pre-punk en een hillbilly-versie van de glitter en glamour van Marc Bolan. Tot de gecrediteerde invloeden op het album behoort Merle Haggard. In zijn vroege carrière stond Coe bekend om zijn onvoorspelbare live optredens, waarbij hij met een Harley Davidson-motorfiets het podium op zou rijden en zijn publiek zou vervloeken. Coe heeft ook opgetreden in een bergkristalpak en een masker dat leek op dat van de Lone Ranger en noemde zichzelf de Mysterious Rhinestone Cowboy.
Het album Rebel Meets Rebel bevatte het nummer Cherokee Cry, dat kritiek heeft op de manier waarop de Amerikaanse regering de indianen behandelt. Toen hem werd gevraagd waarom hij niet meer politieke songs schreef, antwoordde Coe: Ik leef in mijn eigen wereld, niet in de jouwe. Ik schrijf alleen songs over wat mij in het dagelijks leven raakt. Op een gegeven moment schreef ik een song dat een soort van een protest over wanneer ze het hadden over het werven van vrouwen voor het leger. Het ging over het feit dat mijn zoon het ontwerp heeft gehaald, maar mijn dochter niet. En ik heb Farm Aid gedaan. In zijn recensie van Coe's album A Matter of Life ... and Death uit 1987 schrijft Allmusic's Thom Jurek: Coe heeft misschien wat hits gehad, maar het zijn platen als deze die je afvragen of er geen samenzwering was om hem te marginaliseren en hem te laten falen. Coe is een briljante songwriter tot ver in de 21e eeuw, en verdient het geprezen te worden samen met onder meer Nelson en Jennings en Kristofferson en Newbury - en zelfs Cash.